# デシル・プロダクション
デシル・プロダクション (Desilu Productions ) は、アメリカ合衆国のデジ・アーナズ、ルシル・ボール夫妻により創立されたプロダクション。『アイ・ラブ・ルーシー』、『宇宙大作戦』、『アンタッチャブル』の製作で知られる。1950年の創立から1960年の離婚まで共同経営で、その後ボールがアーナズの権利を買い取り、ボールが経営を続けた。1967年、Gulf and Western Industries に売却し、その後パラマウント・テレビジョンと改名された。
それまでの作品は現在全てCBSテレビジョンスタジオが所有している。1960年以前の作品の著作権はCBSブロードキャスティング社が、1960年以降の作品の著作権はCBSテレビジョンスタジオが所有している。(以前は著作権はパラマウント映画が所有していた)

## 経緯
1950年、デジ・アーナズとルシル・ボールの名を合わせたデシル・プロダクションが創立された。デシル・プロダクションは当初、コロンビア・ブロードキャスティング・システム（CBS）に2人のヴォードヴィル作品を連続テレビ・ドラマとするよう売り込むために設立された。アーナズとボールはボールが出演していたラジオ・ドラマ『My Favorite Husband 』のテレビ・ドラマ化を願っていた。このプロジェクトにより最終的に『アイ・ラブ・ルーシー』の製作となった。最初の数シーズンはラス・パルマス通り北とサンタモニカ通りの交差点にあるジェネラル・サービス・スタジオ（現・ハリウッド・センター・スタジオ）の場所を借りていた。デシル・プロダクションが使用していたステージ2はデシル・プレイハウスと改名された。後にデシル・プレイハウスへの入り口が南側のロメイン通り6633番地に設置された。

## デシルによりプロデュースまたは撮影されたテレビ番組
- The Jack Benny Program (CBS; 1950–1964/NBC; 1964–1965)
- アイ・ラブ・ルーシー I Love Lucy (CBS; 1951–1957)
- Our Miss Brooks (CBS; 1952–1956)
- The Danny Thomas Show またはMake Room for Daddy (ABC; 1953–1957/CBS; 1957–1964)
- Private Secretary (CBS; 1953–1957)
- December Bride (CBS; 1954–1959)
- 保安官ワイアット・アープ The Life and Legend of Wyatt Earp (ABC; 1955–1961)
- Meet McGraw (NBC; 1957–1958)
- ルーシー・デジ・コメディ・アワー The Lucy–Desi Comedy Hour (CBS; 1957–1960)
- Whirlybirds (Syndicated; 1957–1960)
- マッコイじいさんThe Real McCoys (ABC; 1957–1962/CBS; 1962–1963)
- The Ann Sothern Show (CBS; 1958–1961)
- アンタッチャブル The Untouchables (ABC; 1959–1963)
- メイベリー110番 The Andy Griffith Show (CBS; 1960–1968)
- Harrigan and Son (ABC; 1960–1961)
- パパ大好き My Three Sons (ABC; 1960–1965/CBS; 1965–1972)
- The Dick Van Dyke Show (CBS; 1961–1966)
- ルーシー・ショー The Lucy Show (CBS; 1962–1968)
- ブラボー火星人 My Favorite Martian (CBS; 1963–1965)
- マイペース二等兵 Gomer Pyle, U.S.M.C. (CBS; 1964–1969)
- I Spy (NBC; 1965–1968)
- Hogan's Heroes (CBS; 1965–1971)
- 宇宙大作戦 Star Trek (NBC; 1966–1969)
- ニューヨーク・パパ Family Affair (CBS; 1966–1971)
- That Girl (ABC; 1966–1971)
- スパイ大作戦 Mission Impossible (CBS; 1966–1973)
- マニックス Mannix (CBS; 1967–1975)

以上のうちいくつかは完全にデシルにより製作および所有されていた。他の作品はデシルが撮影した他のプロダクション会社の番組、またはデシルがプロダクション・スペースを借用した作品である。